# Kymenlaakso
Koordinaten: 60° 36′ N, 27° 0′ O
Kymenlaakso [ˈkymɛnlɑːksɔ], schwed. Kymmenedalen, ist eine Landschaft (maakunta) in Finnland. Der Name stammt von dem Fluss Kymijoki (Kymmene älv) und bedeutet „Kymi-Tal“.

## Geographie

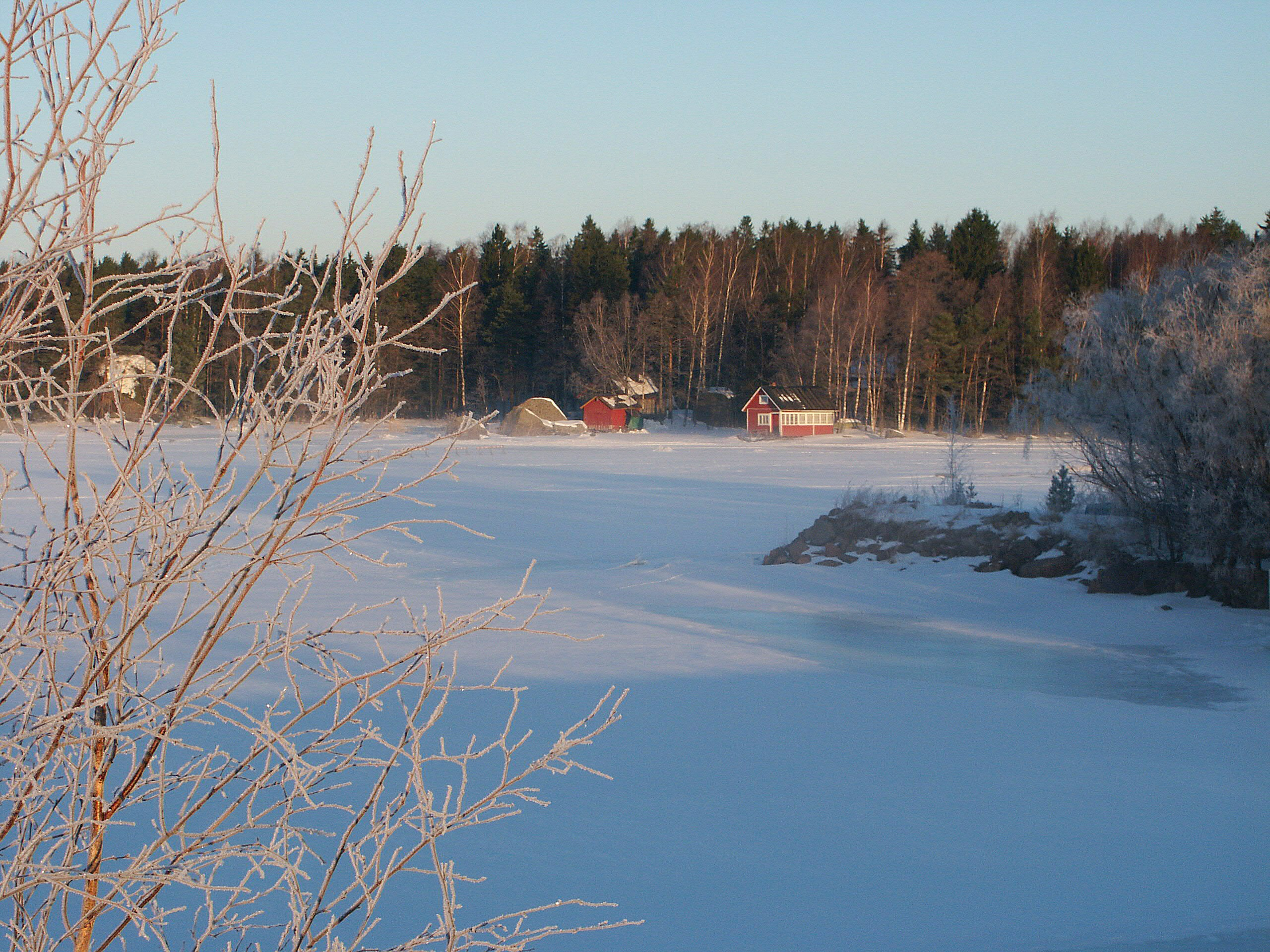
Typische Landschaft in Kymenlaakso (bei Kotka)

Kymenlaakso liegt im Süden Finnlands an der Küste des Finnischen Meerbusens. Nachbarlandschaften sind Uusimaa im Westen, Päijät-Häme im Nordwesten, Südsavo im Norden und Südkarelien im Nordosten. Im Südosten liegt die Staatsgrenze zu Russland.
Die Fläche der Landschaft Kymenlaakso beträgt 5633 Quadratkilometer, davon sind 485 Quadratkilometer Binnengewässer. Die Landschaft wird vom namensgebenden Kymijoki-Fluss geprägt. Der Nordteil von Kymenlaakso ist dicht bewaldet und seenreich, der Südteil wird dagegen intensiv landwirtschaftlich genutzt und ist arm an Binnengewässern. Im Süden liegt eine reich gegliederte Schärenküste.
In Kymenlaakso liegen zwei städtische Zentren: weiter im Norden Kouvola und das eingemeindete Kuusankoski, die schon früh einen industriellen Kern bildeten. Die Fernstraße und Eisenbahn von Helsinki nach Sankt Petersburg überqueren hier den Kymijoki-Fluss. Von Kouvola zweigt auch die Savo-Bahn nach Mikkeli, Kuopio und Kajaani ab. Im Süden, an der Ostseeküste, liegt die Hafenstadt Kotka. Dort ist ein wichtiger Güterhafen. Es gibt auch eine Personenfähre nach Sillamäe in Estland und eine Katamaranverbindung nach St. Petersburg. Hamina ist eine alte Garnisonsstadt.

## Geschichte

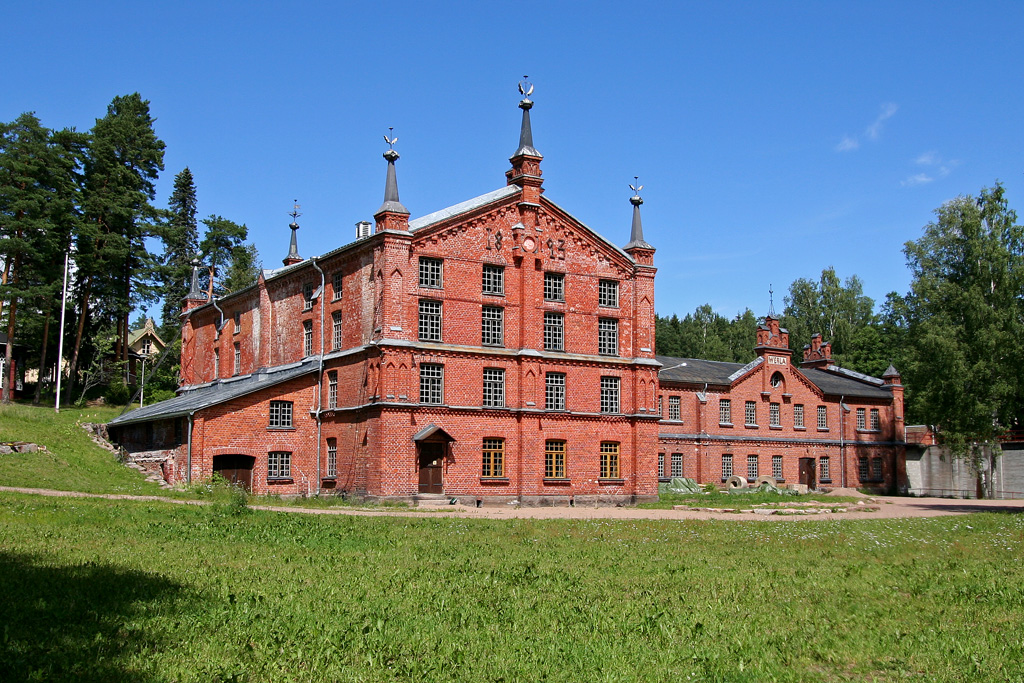
Im Zuge der Industrialisierung Kymenlaaksos im 19. Jhd. entstand die Kartonfabrik von Verla, die heute zum UNESCO-Weltkulturerbe gehört

Die heutige Landschaft Kymenlaakso liegt im Grenzgebiet der historischen Landschaften Uusimaa und Karelien. Während der schwedischen Zeit entwickelte sich die Gegend im Schatten der heute zu Russland gehörigen Stadt Wyborg (Viipuri). Für die lokale Verwaltung wurden mehrere Gutshäuser gegründet. Am Ende des Großen Nordischen Krieges fielen 1721 die südöstlichen Teile Finnlands von Schweden an Russland. Dadurch wurde das Kymi-Tal zur Grenzregion und der Ort Vehkalahti wurde zur Festungsstadt Hamina ausgebaut. Nach 1743 verlief die Grenze entlang des Kymijoki-Flusses. Nachdem ganz Finnland 1809 an Russland fiel, verloren die Grenzanlagen an Bedeutung.
Im 19. Jahrhundert erlebte die Region eine starke Industrialisierung. Der Kymi-Fluss mit seinen Stromschnellen und seinem waldreichen Oberlauf erwies sich als günstig für die Ansiedlung von Sägewerken und später Papierfabriken. Er diente als Transportweg für Holz und als Wasserenergiequelle. Kouvola entwickelte sich zu einem Verkehrsknotenpunkt, so dass Kymenlaakso für finnische Verhältnisse eine dichte Besiedlung aufweist.
Nachdem Finnland im Zweiten Weltkrieg seine östlichen Gebiete, darunter Viipuri, an die Sowjetunion verloren hatte, wurde 1945 aus den verbliebenen Teilen der Provinz Wiborg die Provinz Kymi geschaffen, die nun den Ostteil von Kymenlaakso und Südkarelien umfasste. Vier Jahre später wurden auch die westlich des Kymijoki gelegenen Gemeinden der Provinz Kymi zugeschlagen. 1994 entstand die Landschaft Kymenlaakso durch die Institutionalisierung der althergebrachten Landschaften. Von der Provinzreform 1997 bis zur Auflösung der Provinzen 2009 gehörte Kymenlaakso zur Provinz Südfinnland. Heutzutage kämpft die Region mit dem Rückgang der Schwerindustrie, insbesondere der Papierindustrie.

## Bevölkerung
Kymenlaakso hat rund 180.845 Einwohner (Stand: 2013). Wegen der Abwanderung in wirtschaftlich erfolgreichere Regionen ist die Bevölkerungsentwicklung rückläufig. Anfang der 1990er Jahre hatte die Einwohnerzahl Kymenlaaksos noch 194.000 betragen.
Die große Mehrheit der Einwohner Kymenlaaksos ist finnischsprachig. Die finnlandschwedische Minderheit macht weniger als ein Prozent der Bevölkerung aus. Als einzige Gemeinde von Kymenlaakso ist Pyhtää (Pyttis) offiziell zweisprachig; sie hat Finnisch als erste und Schwedisch als zweite Sprache.

## Wappen
Die Blasonierung des Wappens von Kymenlaakso lautet: Im von Blau und Weiß geteilten Schild ist oben ein weißer wachsender nach rechts gebogener Fisch (Lachs) mit anders gefärbten Flossen und unten ist ein blaues Netz aufgelegt.
- siehe auch Wappen der finnischen Region Kymenlaakso

## Gemeinden
In Kymenlaakso gibt es sieben Gemeinden, von denen drei den Status einer Stadt haben (fettgedruckt). Einwohnerzahlen zum 31. Dezember 2022.
| 1. Hamina (19.549) 2. Iitti (6.504) 3. Kotka (50.617) 4. Kouvola (79.429) 5. Miehikkälä (1.791) 6. Pyhtää (Pyttis) (5.117) 7. Virolahti (2.985) |